# Corròp
Corròp (en aranés: "grupo de gente asociada con un objetivo común") fue un partido político del Valle de Arán, en la comunidad autónoma de Cataluña, al noreste de España. El partido defendía el nacionalismo occitano dentro del independentismo catalán, el socialismo en un contexto anticapitalista, la democracia directa y el ecologismo. Corròp apoyaba la creación de un Valle de Arán autónomo en una Cataluña independiente como mejor manera de solucionar la cuestión aranesa y el debate independentista en el valle, considerando que la independencia de Cataluña es buena tanto para el Valle de Arán como para Occitania en su conjunto.
La mayoría de miembros de Corròp proceden de la sección aranesa de Libertat!, un movimiento independentista occitano de izquierdas. El principal referente de Corròp en Cataluña es la Candidatura de Unidad Popular (CUP), hasta tal punto que un miembro de Corròp fue en las listas de la CUP-Crida Constituent en las elecciones al Parlamento de Cataluña de 2015, obteniendo un escaño. No obstante, miembros de Corròp y viceversa también han participado en Esquerra Republicana de Catalunya (ERC) e Iniciativa per Catalunya Verds (ICV).
Posiblemente la representante más popular de Corròp sea Mireia Boya Busquet, que además de ser concejala de Corròp en Lés, también ha ejercido funciones de dirección y representación en la formación independentista catalana CUP.
En 2019 fue disuelto, teniendo como sucesor político la plataforma Aran Amassa, de ideología similar.